# Franco Rossi (Eishockeyspieler)
Franco Rossi (* 2. Januar 1916 in Mailand; † 3. Februar 2006 in Alassio) war ein italienischer Eishockeyspieler.

## Karriere
Franco Rossi nahm für die italienische Eishockeynationalmannschaft an den Olympischen Winterspielen 1936 in Garmisch-Partenkirchen und 1948 in St. Moritz teil. Auf Vereinsebene gewann er mit dem Hockey Club Milano in den Jahren 1934 und 1937, mit dem Fusionsverein AMDG Milano in den Jahren 1938 und 1941, nach Auflösung der Fusion in den Jahren 1947 und 1948 wiederum mit dem Hockey Club Milano sowie 1950 mit dem HC Milano Inter den italienischen Meistertitel.

## Erfolge und Auszeichnungen
- 1934 Italienischer Meister mit dem Hockey Club Milano
- 1937 Italienischer Meister mit dem Hockey Club Milano
- 1938 Italienischer Meister mit dem AMDG Milano
- 1941 Italienischer Meister mit dem AMDG Milano
- 1947 Italienischer Meister mit dem Hockey Club Milano
- 1948 Italienischer Meister mit dem Hockey Club Milano
- 1950 Italienischer Meister mit dem HC Milano Inter